# Regione di Vakinankaratra
La regione di Vakinankaratra è una regione della provincia di Antananarivo, nel Madagascar centrale.
Il capoluogo della regione è Antsirabe.
Ha una popolazione di 1 589 800 abitanti distribuita su una superficie di 16599 km².

## Geografia antropica

### Suddivisioni amministrative
La regione è suddivisa in sette distretti:
- distretto di Ambatolampy
- distretto di Antanifotsy
- distretto di Antsirabe I
- distretto di Antsirabe II
- distretto di Betafo
- distretto di Faratsiho
- distretto di Mandoto